# Мишън (улица в Сан Франциско)
Улица „Мишън“ (на английски: Mission Street, в превод „улица Мисия“ или „улица Мисионерска“) е най-дългата и една от най-старите улици в Сан Франциско, Калифорния.
Настоящият ѝ маршрут е дълъг 11,76 км (7,35 мили) от южната граница на Сан Франциско до североизточния му ъгъл. Около половината от ул. „Мишън“ е исторически част от Ел Камино Реал. Ул. „Мишън“ има по две ленти във всяка посока.
От южна посока ул. „Мишън“ навлиза в Сан Франциско от град Дейли Сити и преминава насевер през няколко квартала на града като например „Бърнал Хайтс“ и кв. „Мишън“. Оттам пътят преминава на североизток през кв. „Саут ъф Маркет“ (разположена на една пряка паралелно на юг от ул. „Маркет“) преди да завърши при Ембаркадеро в центъра на Сан Франциско.
Под ул. „Мишън“ на пресечките с 16-а улица и 24-та улица спира метрото БАРТ, а линия 14 на МЮНИ обслужва улицата 24 часа на ден.
На №450 на тази улица се намира централата на безплатния ежедневник Сан Франциско Игзаминър.